# Anders Carlsson
Anders Carlsson (* 25. November 1960 in Gävle) ist ein ehemaliger schwedischer Eishockeyspieler und derzeitiger -funktionär, der in seiner aktiven Zeit von 1978 bis 2001 unter anderem für die New Jersey Devils in der National Hockey League gespielt hat.

## Karriere
Anders Carlsson begann seine Karriere als Eishockeyspieler in seiner Heimatstadt in der Nachwuchsabteilung von Brynäs IF, für dessen Profimannschaft er von 1978 bis 1984 in der Elitserien, der höchsten schwedischen Spielklasse, aktiv war. Sein größter Erfolg mit Brynäs in diesem Zeitraum war der Gewinn des schwedischen Meistertitels in der Saison 1979/80. Von 1984 bis 1986 spielte der Center für den Södertälje SK, mit dem er zunächst in der Saison 1984/85 ebenfalls Meister und in der folgenden Spielzeit Vizemeister wurde. 1986 wurde er zudem in das schwedische All-Star Team gewählt. Im Anschluss an die Spielzeit wurde er im NHL Entry Draft 1986 in der vierten Runde als insgesamt 66. Spieler von den New Jersey Devils ausgewählt. Für New Jersey stand er von 1986 bis 1989 in der National Hockey League auf dem Eis und erzielte dabei in 107 Spielen 34 Scorerpunkte, davon acht Tore. Im selben Zeitraum lief er zudem parallel regelmäßig für New Jerseys Farmteams Maine Mariners und Utica Devils in der American Hockey League auf.
Zur Saison 1989/90 erhielt Carlsson einen Vertrag bei seinem Heimatverein Brynäs IF. Nach seiner Rückkehr nach Schweden hatte er keinerlei Anpassungsschwierigkeiten und erzielte 31 Assists, womit er zusammen mit seinem Landsmann Håkan Loob bester Vorlagengeber der Elitserien war. Für die Saison 1991/92 wechselte der Linksschütze zum Team Boro aus der zweitklassigen Division 1. Für seine neue Mannschaft erzielte er in 29 Spielen 33 Tore und 23 Vorlagen. Anschließend wurde er erneut von Brynäs IF verpflichtet, mit dem er in der Saison 1992/93 zum zweiten Mal in seiner Laufbahn Schwedischer Meister wurde. In dieser wie der folgenden Spielzeit war er zudem Mannschaftskapitän bei Brynäs. In der Saison 1994/95 trat er für den Västerås IK an. Anschließend spielte er weitere sechs Spielzeiten lang bis zu seinem Karriereende im Alter von 40 Jahren für den Eltiserien-Teilnehmer Leksands IF, bei dem der Routinier in der Saison 1999/2000 ebenfalls Mannschaftskapitän war. In der gleichen Spielzeit nahm er am All-Star Game der Elitserien teil.
Nach dem Ende seiner Spielerkarriere stieg Carlsson zum General Manager bei Leksands IF auf und war in dieser Funktion von 2001 bis 2006 tätig. Seit 2006 arbeitet er als Scout für die NHL-Organisation der Colorado Avalanche und ist seit der Saison 2013/14 gleichzeitig als General Manager beim Rögle BK tätig.

### International
Für Schweden nahm Carlsson an den Weltmeisterschaften 1986, 1987, 1989, 1990, 1991 und 1997 teil. Insgesamt wurde er mit der schwedischen Nationalmannschaft zwei Mal Welt- und drei Mal Vizeweltmeister. Zudem stand er 1987 im Aufgebot seines Landes beim Canada Cup.

## Erfolge und Auszeichnungen
| - 1980 Schwedischer Meister mit Brynäs IF - 1985 Schwedischer Meister mit Södertälje SK - 1986 Schwedischer Vizemeister mit Södertälje SK - 1986 Schwedisches All-Star Team | - 1990 Bester Vorlagengeber der Elitserien (gemeinsam mit Håkan Loob) - 1992 Bester Torschütze der Division 1 Süd - 1993 Schwedischer Meister mit Brynäs IF - 2000 Elitserien All-Star Game |

### International
| - 1986 Silbermedaille bei der Weltmeisterschaft - 1987 Goldmedaille bei der Weltmeisterschaft - 1990 Silbermedaille bei der Weltmeisterschaft | - 1991 Goldmedaille bei der Weltmeisterschaft - 1997 Silbermedaille bei der Weltmeisterschaft |